# Lanze (Lauenburg)
Lanze település Németországban, Schleswig-Holstein tartományban. Lakosainak száma 267 fő (2023. december 31.).

## Népesség
A település népességének változása:
| Lakosok száma | 147  | 280  | 292  | 289  | 265  | 270  | 267  |
|               | 1975 | 2014 | 2017 | 2019 | 2021 | 2022 | 2023 |